# Катрін Апель
Катрін Апель (нім. Katrin Apel; нар. 4 травня 1973) — німецька біатлоністка, дворазова олімпійська чемпіонка.
За професією Катрін Апель військовий спортсмен, тобто служить у бундесвері, але звільнялася від обов'язків для тренувань і змагань. Свою спортивну кар'єру Апель розпочала як лижниця, але згодом перейшла у біатлон. У Кубку світу вона дебютувала в сезоні 1995/96. Її найкраще місце — п'яте в сезоні 2001/2002. Всього на її рахунку 18 подіумних фінішів: чотири перемоги, п'ять других місць, і дев'ять третіх. Усі її перемоги у спринті. Її середній показник стрільби з положення лежачи був приблизно 85 %, але з положення лежачи в районі 70 %.
Обидві свої золоті олімпійські медалі Апель здобувала в естафеті. Крім того вона разом із подругами зі збірної Німеччини один раз була другою. Єдина індивідуальна медаль Катрін, бронзова, за спринтерську гонку.
Апель також триразова чемпіонка світу, теж у складі естафетної команди.